# Monts Huaiyu
Les monts Huaiyu (chinois simplifié : 怀玉山 ; chinois traditionnel : 懷玉山 ; pinyin : huái yù shān ; littéralement : « montagne qui regorge de jade ») est une chaîne de montagnes située au nord-est de la province du Jiangxi et au sud-ouest du Zhejiang en Chine.
Sa montagne la plus célèbre est le mont Sanqing dont le plus haut sommet, le pic Yujing, culmine à 1 817 m.